# Inégalité isopérimétrique
Cet article court présente un sujet plus développé dans : Isopérimétrie.
En géométrie, aussi bien en géométrie euclidienne qu'en géométrie riemannienne, on appelle inégalité isopérimétrique toute inégalité portant sur le volume (longueur, aire, volume) d'une large famille de domaines et le volume de leurs frontières respectives. Dans un espace euclidien une surface d'aire S et de périmètre p vérifie l'inégalité :
En dimension 3, si V désigne le volume et S la surface :
Les égalités n'ayant lieu que pour les cas respectifs du disque et de la sphère. Le cas de la dimension 2 est démontré dans l'article théorème isopérimétrique.